# ベトナム中央高原におけるゴングの文化的空間

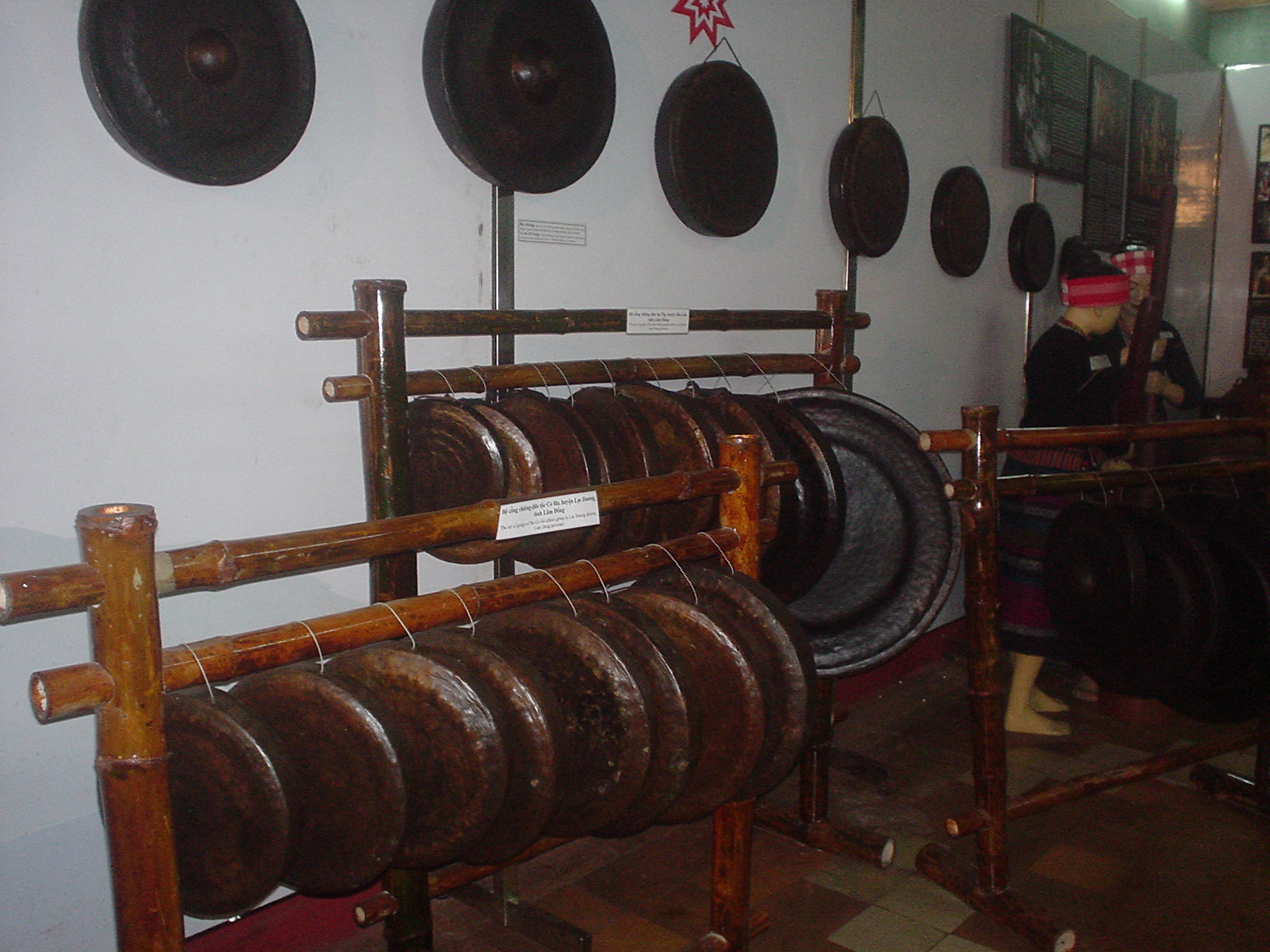
ベトナム中央高原のゴング（鐘）

ベトナム中央高原におけるゴングの文化的空間（ベトナムちゅうおうこうげんにおけるゴングのぶんかてきくうかん、英語：The Space of Gong Culture）とは、ゴング（鐘）を中心とした生活を行ったベトナム中央高原の文化的空間である。地域としてはタイ・グエン地区のコントゥム省、ザライ省、ダクラク省、ダクノン省、ラムドン省とゲアン省西部などが含まれる。17の少数民族が伝統的な農耕法・工芸の文化を築いた。ゴングは先祖崇拝やシャーマニズムという彼らの信仰において中心的な役割を果たした道具である。ただし、ゴングの製作は同地で行われず、現地のゴングは主にクアンナム省、クアンガイ省またはラオス 、カンボジアから購入された後、音律を調整したものである。
ユネスコによって2005年11月25日の第3回「人類の口承及び無形遺産の傑作の宣言」において傑作の宣言を受けており、無形文化遺産に登録されることが事実上確定していたが、2009年9月の第1回登録で正式に登録された。